# Bahnbetriebswerk Hildesheim
Das Bahnbetriebswerk Hildesheim war ein Bahnbetriebswerk der Deutschen Bundesbahn, das von 1846 bis zum 1. Januar 1985 bestand.

## Baugeschichte
Mit dem Bau der Bahnstrecke aus Lehrte war neben dem ersten Hildesheimer Bahnhofsgebäude an der Kaiserstraße auch ein Lokschuppen errichtet und am 10. Juli 1846 eingeweiht worden. Am Bahnhof Hildesheim Ost waren von der Hannover-Altenbekener Eisenbahn zwei kleinere Lokschuppen erbaut worden, diese waren notwendig, weil die private Bahngesellschaft bis 1884 den staatlichen Hauptbahnhof nicht nutzen durfte.
Nach der Aufgabe des Bahnhofes an der Kaiserstraße und der Errichtung des Hauptbahnhofes am heutigen Standort 1884 entstanden nördlich der Bahn, westlich des Personenbahnhofes an der Senkingstraße der Ringlokschuppen I mit 26 Ständen, ein Wasserturm, ein Bürogebäude und mehrere Nebengebäude. Dazu kamen eine Pumpstation an der Innerste am Pferdeanger. Die Kosten für den Lokschuppen beliefen sich auf 129.400 Mark. Die Pumpstation erhielt wegen zu harten Wassers – das Innerstewasser hatte 15–30° d – später eine Enthärtungsanlage. Im Jahr 1889 wurde eine eigene Schmiede errichtet, später außerdem je eine Gasanstalt für Fettgas und für Azetylengas. Ein zweiter Wasserturm entstand am Westkopf des Bahnhofs. 1894 wurde der Ringlokschuppen II im Westen des Geländes mit zunächst drei Ständen erbaut. 1900 wurde dieser um drei weitere Stände erweitert. Bis zum Beginn des Ersten Weltkriegs wurde er fortlaufend auf zuletzt 20 Stände ausgebaut. Seine östliche Giebelwand aus Fachwerk wurde bei jeder Erweiterung abgetragen und versetzt. Ein Aktenvermerk vom 4. Januar 1900 stellt die Notwendigkeit von 36 Ständen für die nachtsüber unterzubringenden Lokomotiven fest, vorhanden waren zu diesem Zeitpunkt jedoch nur 29. Lokschuppen I wurde mit einer Tiefe von 17,5 m erbaut und von 1903 bis 1918 schrittweise auf eine Tiefe von 21 m ausgebaut; Lokschuppen II hatte von Anfang an eine Tiefe von 22,5 m. Vor beiden Lokschuppen gab es jeweils eine Drehscheibe von ursprünglich 13,08 m Durchmesser. Planungen für den Austausch der Drehscheiben gegen größere begannen 1900, wobei man zunächst solche mit einem Durchmesser von 16,076 m im Auge hatte. 1912 erhielt Lokschuppen II eine mit 20 m, 1953 eine mit 23,6 m Durchmesser. Dagegen wurde die Drehscheibe vor Lokschuppen I erst 1938 gegen eine mit 20 m Durchmesser ersetzt. Lokschuppen I hatte zunächst Einzelrauchabführung, er wurde erst 1908 auf Sammelrauchabführung umgestellt und bekam dabei einen 55 m hohen Schornstein. Lokschuppen II war von Anfang an mit Sammelrauchabführung ausgestattet, er bekam im Laufe der Zeit lediglich einen zweiten Schornstein.
1909 wurde eine Ladestation für Akkumulatortriebwagen errichtet sowie eine Unterstellhalle für diese, die abgesehen von je einem Stück Dach zum Schutz der Fahrbatterien an beiden Enden offen war. 1911 wurde ein Wagenausbesserungsschuppen beim Lokschuppen II mit 13,9 m × 50 m Grundfläche errichtet. Dazu wurden die Eisenteile des Dachs und der Seitenwände einer abgebrochenen Personenbahnhofshalle wiederverwendet. Die Kosten beliefen sich auf 11.656,40 Mark. 1914 wurde in der zwischenzeitlich entstandenen Lokwerkstatt in Verlängerung der Stände 1 bis 3 des Lokschuppens II eine Achssenke eingebaut. Im selben Jahr erhielt der Oberputzer ein eigenes Häuschen. Dieses überließ man im Zweiten Weltkrieg der Armaturenkolonne. Wegen der dort installierten Wasserstandshähne wurde sie fortan „Hähnchenbude“ genannt. 1917 wurde die nicht mehr benötigte Fettgasanstalt abgerissen. Eine weitere Bude erhielten am 21. Januar 1924 die Ausschlacker, in dieser wurde nach dem Ende des Zweiten Weltkrieges die Niederspannungsverteilung untergebracht.
Am 15. Juli 1923 beschwerten sich 24 Anwohner der Steuerwalder Straße über Rauchbelästigung, am 30. Juli ebenso der Ortsbeamtenrat. Am 28. September drohte der Betriebsrat deswegen mit einem Streik. Die vorgesetzte Dienststelle, das Maschinenamt Hameln, konnte wegen der Inflation jedoch die Kosten in Höhe von 31.200.000.000 Mark für die notwendige Reparatur der Rauchabführkanäle nicht aufbringen. Zunächst wurden diese daher mit feuerhemmend gestrichenem Holz notdürftig instand gesetzt. Erst nach dem Ende der Inflation konnte für 2586 Mark eine Sanierung mit Hohltonziegeln ausgeführt werden und so die Feuergefahr erheblich gesenkt werden.
Im Februar 1933 wurde ein Vertrag mit den Harzwasserwerken geschlossen, nach dem das Bw rund 1200 m³ Wasser täglich entnehmen durfte. Da das Harzwasser mit 2,5° d wesentlich weicher als das Innerstewasser war, wurde das eigene Pumpwerk fortan nur noch als Reserve eingesetzt.
Während des Zweiten Weltkrieges lief der Betrieb abgesehen von bombenbedingten kleineren Engpässen in der Wasserversorgung weitgehend ungestört. Der Bombenangriff am 22. März 1945 zerstörte jedoch fast die Hälfte des Werkes. Alle Einrichtungen westlich von Lokschuppen I wurden vernichtet und der Rest schwer beschädigt. Bis 1968 wurden vier Stände des Lokschuppens II samt Achssenke wieder aufgebaut, ebenso die Abstell- und Ladegleise für die Akkumulatortriebwagen. Außer den Gleisanlagen wurde der östliche Wasserturm mit einem Fassungsvermögen von nunmehr 275 m³ instand gesetzt, Lokschuppen I samt Schornstein, beide Drehscheiben, das Gebäude der Lokleitung und das Ölmagazin mit Kantine und Unterrichtsraum. Die Stände 1 bis 3 des Lokschuppens I wurden zu einer Dreherei und einer Schlosserei umgebaut. Nicht wieder aufgebaut wurden die Wagenausbesserungshalle, der überwiegende Teil von Lokschuppen II und alle Nebengebäude in seiner Umgebung sowie die Pumpstation. Dafür wurden ein Oberputzerhäuschen, ein Heizwerk für das Heizleitungsnetz, welches neben der Vorheizanlage für Reisezugwagen und fast allen Hildesheimer Eisenbahndienststellen auch die Bahnhofsgaststätte und einige Läden und Wohnungen versorgte, ein Schwerölvorratsbehälter mit einem Fassungsvermögen von 350.000 l, mehrere unterirdische Tanks, ein Werkstattgebäude und eine Akku-Ladestation neu errichtet. Ausgemustert wurden bis 1968 der Wasserturm an der Westseite und ein Kohlendrehkran. Der Schuppen I wurde 1983 abgerissen.

## Beheimatete Triebfahrzeuge

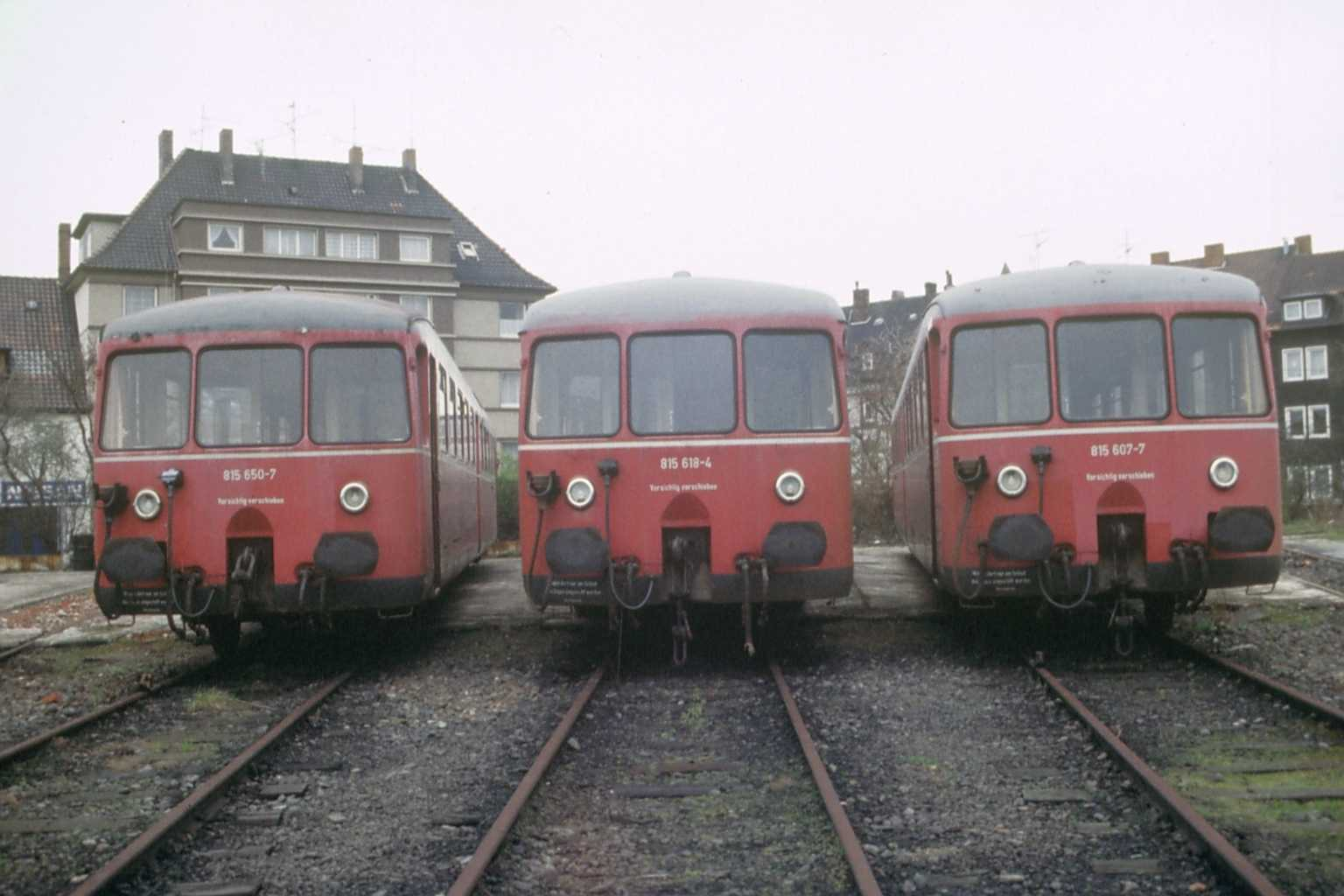
Akkumulatortriebwagen im Bw Hildesheim

Am 20. Dezember 1909 wurden im Bahnbetriebswerk Hildesheim Akkumulatortriebwagen der späteren Baureihen 177 und 178 stationiert. In der Zwischenkriegszeit waren im Bw Hildesheim hauptsächlich Lokomotiven der Baureihen 38, 44, 55.7, 55.25, 56.20 und 91.3 stationiert. Seit Ende 1959 kamen ETA 150 zum Einsatz. Zum Zeitpunkt seiner Auflösung waren in Hildesheim E-Loks der Baureihen 110, 112, 141, 150, 151 sowie Dieseltriebwagen der Baureihen 614, 624 und 634 sowie verschiedene Steuerwagen zu finden, die dort pausierten.

## Bediente Strecken und gefahrene Leistungen
Bereits vor dem Zweiten Weltkrieg fuhren Loks der BR 56 regelmäßig Durchgangsgüterzüge mit 800 t von Hannover Hgbf nach Halberstadt. Loks der BR 38 fuhren unter anderem Göttingen, Uelzen und Hamburg an sowie in Doppeltraktion Messesonderzüge nach Leipzig. In der ersten Nachkriegszeit wurden überwiegend „Kirchturmfahrten“ in die nähere Umgebung bedient, erst ab etwa 1960 wurden im Zuge der Wiederherstellung des Schienennetzes die Touren wieder länger. Dampfloks der BR 44 beförderten ab 1962 Großraumzüge mit 2.000 t nach Hamm. Durch die Elektrifizierung der Nord-Süd-Achse ab dem 30. Mai 1965 sowie der Ost-West-Achse ab 1968 sowie durch den zunehmenden Einsatz von Dieselloks nahm der Dampflokbetrieb bis 1968 stetig ab. Die zuletzt in Hildesheim stationierten Akkumulatortriebwagen befuhren die umliegenden Nebenstrecken Hildesheim–Groß Düngen–Bodenburg (–Lamspringe bzw. –Gronau), Derneburg–Seesen (zeitweilig Direktverbindungen bis Walkenried) und Nebenstrecken im Harz (u. a. Innerstetalbahn).

## Personal
1968 waren im Bw Hildesheim 280 Eisenbahner beschäftigt. Im April 1945 kam sein seinerzeitiger Leiter, TRA Heitmann, bei der Explosion eines Munitionszuges in Sarstedt ums Leben.

## Organisatorische Stellung
Das Bw Hildesheim gehörte zunächst zur Maschinen-Inspektion Hannover und kam nach kurzer Zeit zum Maschinenamt Hameln. Seit Oktober 1945 war es dem Maschinenamt Goslar unterstellt. Mit dessen Auflösung kam es zum 31. Dezember 1953 wieder zum Maschinenamt Hameln und mit dessen Auflösung zum 31. Dezember 1965 zum Maschinenamt Braunschweig. Zum 1. Januar 1985 wurde das Bw Hildesheim aufgelöst und als Stützpunkt in das Bahnbetriebswerk Braunschweig eingegliedert.